# Ida-Lova

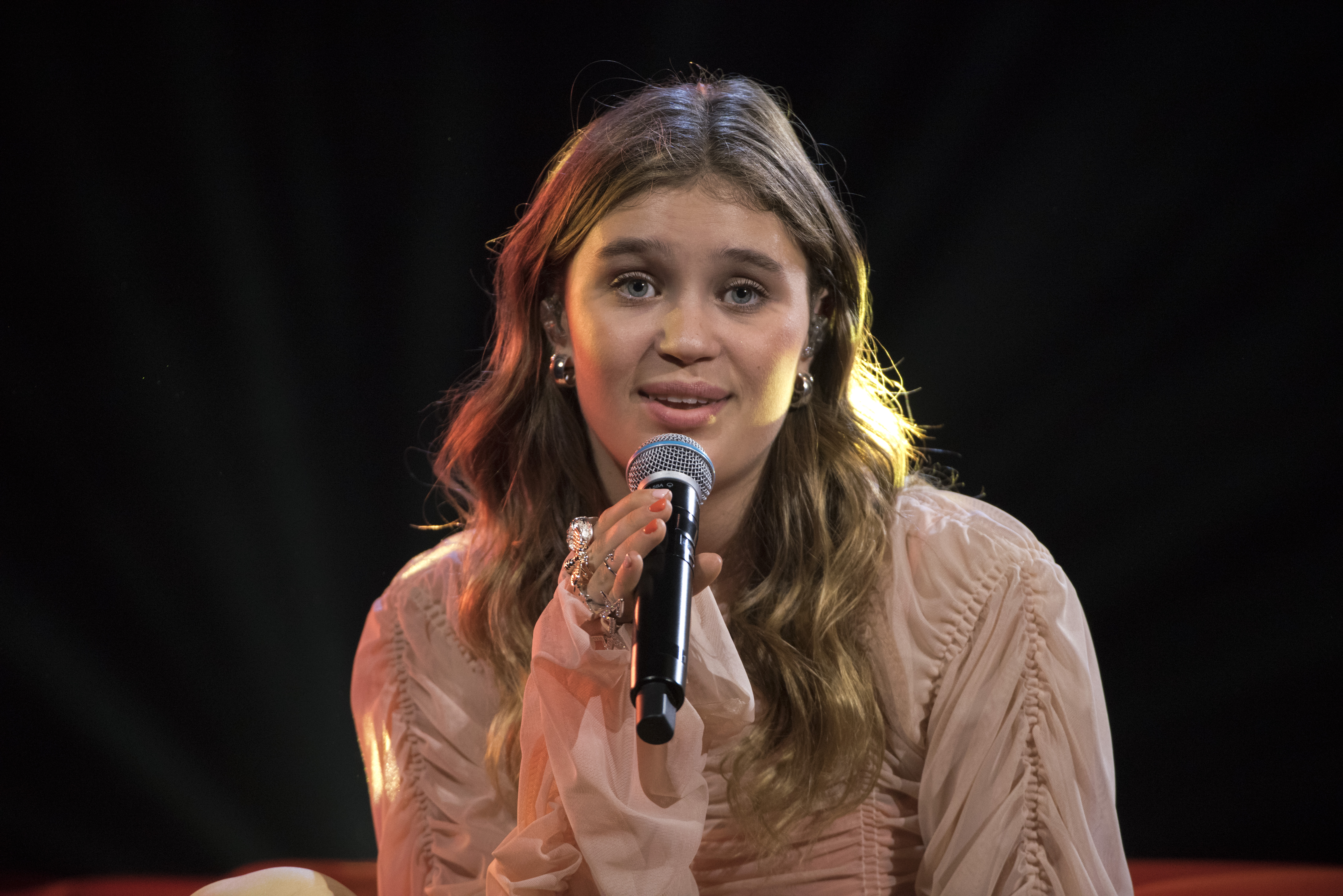
Ida-Lova, 2023

Ida-Lova Saga Lind (* 2. August 2004) ist eine schwedische Sängerin.

## Leben
Lind ist eine Tochter der Moderatorin und Schauspielerin Christine Meltzer. Sie wuchs in Stockholm auf. Erste Bekanntheit erlangte sie im Jahr 2017, als sie im Alter von 13 Jahren das Lied Utan dina andetag der Rockband Kent bei einer Galaveranstaltung sang. Das Coverlied wurde auch als Single veröffentlicht. Im Jahr 2020 begann sie, weitere Lieder herauszugeben. Ihre Debüt-EP Hallå världen kan du stanna? veröffentlichte sie im Juni 2022.
Im November 2022 wurde bekannt gegeben, dass Lind am Melodifestivalen 2023, dem schwedischen Vorentscheid für den Eurovision Song Contest, teilnehmen werde. Dort schied sie mit ihrem Beitrag Låt hela stan se på im dritten Halbfinale aus. Im Anschluss an das Melodifestivalen gelang ihr mit dem Lied erstmals der Einzug in die schwedischen Musikcharts. Nach einigen weiteren Veröffentlichungen legte sie eine rund zweijährige Pause ein und kehrte im April 2025 mit dem Lied Svagare än jag zurück. Es handelte sich um ihr erstes selbstgeschriebenes Lied und sie konnte damit ihren ersten größeren Hit in Schweden und Norwegen erzielen. In Norwegen, wo sich das Lied auf TikTok vor allem mit Videos zum Nationalfeiertag und den norwegischen Nationaltrachten verbreitete, wurde das Lied ein Nummer-eins-Hit.

## Diskografie

### EPs
- 2022: Hallå världen kan du stanna?

### Singles
| Jahr | Titel Album               | Höchstplatzierung, Gesamtwochen, AuszeichnungChartplatzierungen (Jahr, Titel, Album, Platzierungen, Wochen, Auszeichnungen, Anmerkungen) | Höchstplatzierung, Gesamtwochen, AuszeichnungChartplatzierungen (Jahr, Titel, Album, Platzierungen, Wochen, Auszeichnungen, Anmerkungen) | Anmerkungen                                                              |
| Jahr | Titel Album               | SE | NO | Anmerkungen                                                              |
| ---- | ------------------------- | --- | --- | ------------------------------------------------------------------------ |
| 2023 | Låt hela stan se på –     | SE43 Gold · (5 Wo.)SE | — | Erstveröffentlichung: 18. Februar 2023 Beitrag zum Melodifestivalen 2023 |
| 2023 | Halvfullt sprucket glas – | SE77 (3 Wo.)SE | — | Erstveröffentlichung: 10. November 2023                                  |
| 2025 | Svagare än jag –          | SE2 Platin · (… Wo.)SE | NO1 Platin · (… Wo.)NO | Erstveröffentlichung: 11. April 2025                                     |

Weitere Lieder
- 2017: Utan dina andetag
- 2020: En stund på jorden
- 2020: Kan det vara kärlek?
- 2020: Samma gata
- 2021: Vi äger hela världen
- 2022: På låtsas
- 2023: Låt hela stan se på
- 2023: Tunnelbanan (Vi tar det en annan dag)
- 2023: Hej där mitt hjärta